# Urbice de Bordeaux
Pour les articles homonymes, voir Urbice.
Urbice de Bordeaux (également connu sous le nom d'Urbez en français ; en latin Urbicius ; en espagnol : San Urbicio ou San Úrbez, parfois dit de Nocito ; en aragonais Sant Úrbez) est un saint chrétien, qui serait né vers 702 à Bordeaux et mort vers 802 à Nocito, en Aragon. Sa vie est connue grâce à la Vita sancti Urbici, texte qui figure dans un manuscrit dont l'écriture est d'apparence wisigothique qui pourrait remonter au XIe siècle mais pourrait également être un faux, rédigé au plus tôt au cours de la deuxième moitié du XIIIe siècle.
Il serait originaire de Bordeaux, Après avoir été berger, puis moine, il aurait vécu comme ermite pendant plusieurs décennies dans le nord de la sierra de Guara, selon la tradition, dans une grotte située à proximité du confluent entre les rivières Yesa et Bellos. Il fait l'objet d'une dévotion locale importante, autour de son sanctuaire situé à Nocito. Il n'a jamais fait l'objet d'une canonisation et son culte ne s'étend pas hors des diocèses de Huesca et Barbastro. Son corps, qui avait la réputation d'être incorruptible, a été profané et brûlé le 17 octobre 1936, pendant la guerre civile espagnole. 